# Elisabeth Samson
Elisabeth Samson (vers 1715 – 21 avril 1771) est une propriétaire de plantation de café afro-surinamaise. Elle est née vers 1715 à Paramaribo d'une esclave affranchie, connue sous le nom de Mariana. Tous ses autres frères et sœurs sont nés esclaves et ont été émancipés par son demi-frère Charlo Jansz. Élevée dans la maison de sa demi-sœur Maria Jansz, Samson apprend à lire et à écrire grâce à ses beaux-frères qui la forme également aux affaires. Elle commence à acquérir des propriétés à l'âge de 19 ans, mais est bannie de la colonie en 1736 après avoir été reconnue coupable de diffamation. Son appel, entendu par le Parlement néerlandais, est couronné de succès et elle retourne au Suriname en 1739.
Après avoir acquis des esclaves et deux petites plantations de café, Samson entame une relation avec Carl Otto Creutz. Creutz est un soldat qui reçut une propriété en 1749 du gouverneur pour ses services dans la négociation de la paix avec les marrons locaux. Concentré sur sa carrière militaire et la politique coloniale, il confie sa plantation, Clevia, à la direction de Samson. Elle amène ses propres esclaves pour travailler dans sa plantation et, en deux ans, le couple rédige un document confirmant leur propriété conjointe de Clevia, ainsi que d'un ranch de bétail et de deux maisons de ville dans la ville de Paramaribo. À sa mort en 1762, sa moitié de propriété et d'autres biens sont transmis conjointement à Samson et à ses frères, mais elle rachète leurs intérêts dans les deux ans. Samson continue à acquérir des propriétés avec divers membres de la famille, dont sa sœur Nanette, avec qui elle établit une entreprise d'exportation prospère, qui commerce en utilisant son propre navire.
En 1767, elle épouse Hermanus Daniel Zobre, devenant ainsi la première femme noire du Suriname à épouser un homme blanc. Elle est une importante propriétaire de plantations et exportatrice de café jusqu'à sa mort en 1771. Son succès en tant qu’entrepreneuse, propriétaire d’esclaves noirs et son mariage avec un partenaire blanc remettent en question les normes de genre et raciales de l’époque. Si son histoire personnelle donne un aperçu de la manière dont les femmes noires et métisses ont contribué à l’économie et ont remis en question les normes sociales, elle élargit également les connaissances sur l’organisation sociale du Suriname au xviiie siècle. Sa vie et les controverses entourant ses choix sont examinées par les chercheurs modernes et dans les études littéraires.

## Jeunesse
Elisabeth Samson est née en 1715 à Paramaribo, au Suriname, en tant que plus jeune enfant d'une femme affranchie, qui a pris le nom de Mariana lors de son émancipation de l'esclavage, et d'un père noir inconnu. Mariana est à l'origine connue sous le nom de Nanoe et est amenée au Suriname vers 1700 depuis Saint-Christophe par son propriétaire Jan van Susteren. Susteren a deux enfants avec Nanoe, Charlo et Maria Jansz, avant sa mort en 1712. Son testament stipule que Nanoe et leurs deux enfants doivent être libérés, bien que les six autres enfants de Nanoe avec des hommes noirs doivent rester esclaves de sa femme. Ces trois membres de la famille obtiennent leur liberté en 1713, de sorte qu'à sa naissance, Élisabeth est une « négresse » libre. Le demi-frère de Samson, Charlo, achète le reste de ses frères et sœurs à la veuve de Susteren et, avant sa mort en 1732, réussit à obtenir l'affranchissement de chacun d'eux.
Samson est élevée dans la maison de sa demi-sœur Maria et de son mari Pierre Mivela, un marchand suisse et propriétaire de la plantation Salzhallen. À la mort de Mivela, Maria se remarie avec un planteur, Frederick Coenraad Bossche, qui continue à fournir un foyer à Samson. Dans les maisons de ses deux beaux-frères, Samson apprend à lire et à écrire, et également à compter. Elle est baptisée à l’âge de dix ans et le certificat atteste de sa connaissance de la Bible. Dès son plus jeune âge, elle travaille avec Bossche dans son entreprise d'importation et à 19 ans, elle commence à acquérir sa propre propriété. En 1736, Samson est reconnue coupable de diffamation pour avoir répandu des rumeurs sur un prétendu conflit entre le gouverneur Johan Raye van Breukelerwaard (nl) et un chaudronnier local, M. Peltser (Pelzer) et sa femme,. Condamnée et bannie de la colonie en 1737, elle se rend aux Pays-Bas pour faire appel du verdict,. Un avocat, engagé par Bossche, dépose l'affaire auprès des États généraux de La Haye, où Samson réside en exil, et travaille sur l'affaire pendant près de deux ans depuis le Suriname,. En 1739, elle est innocentée et autorisée à rentrer chez elle,.

## Carrière

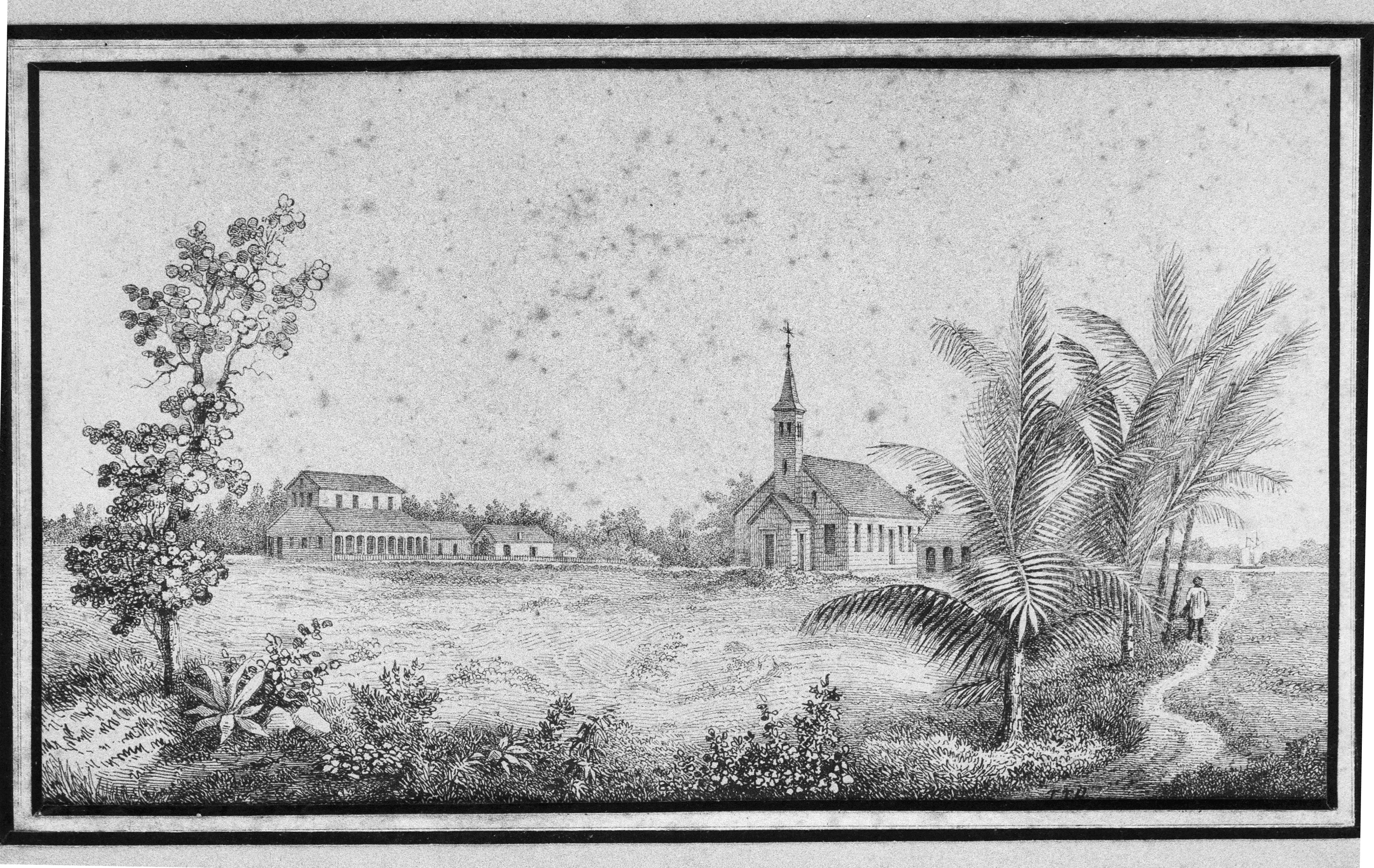
La plantation Clevia, près de Paramaribo, Suriname

Samson commence à acquérir des esclaves et achète les plantations de café de Toevlught et de Welgemoed au cours des trois années suivantes,. Au milieu de la vingtaine, elle s'engage dans une relation professionnelle et personnelle avec Carl Otto Creutz. Originaire d'Emmerich am Rhein, dans le duché de Clèves, il est arrivé au Suriname en 1733 en tant que cadet de l'armée et vit dans la maison de la sœur et du beau-frère de Samson,,. Après avoir gravi les échelons jusqu'au grade de capitaine et aidé avec succès le gouverneur Jan Jacob Mauricius (en) à négocier la paix avec les marrons locaux, Creutz se voit attribuer une plantation de 1 000 acres, Clevia (nl), en 1749,. Pour travailler la plantation, Samson lui amène 200 esclaves, qui sont restés sa propriété personnelle,. En 1750, la plantation est enregistrée auprès des autorités locales pour confirmer leur cohabitation et en 1751, un document juridique est rédigé montrant que Samson et Creutz sont copropriétaires de Clevia ; d'un ranch de bétail voisin, La Solitude ; et de deux maisons de ville à Paramaribo,. Creutz s'implique dans la politique coloniale, devenant membre de la Cour de politique, laissant à Samson la responsabilité de la gestion de leurs domaines,.

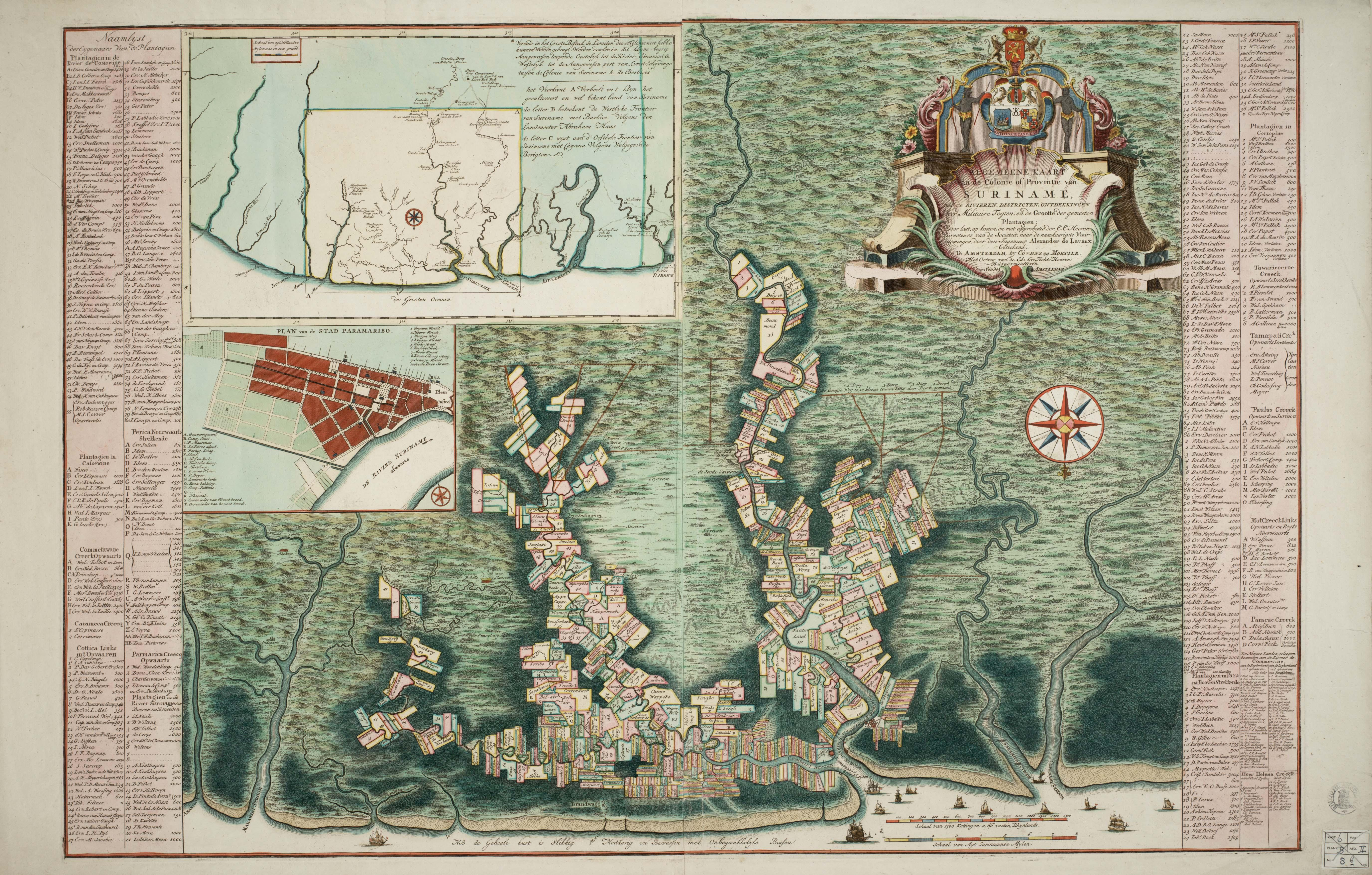
Une carte du Suriname de 1737 montre que les membres de la famille Samson possèdent des propriétés dans la section du ruisseau Hoer Helena.

Leur somptueuse demeure de Paramaribo se trouve à côté de la maison du gouverneur et est équipée de tous les raffinements que l'argent peut acheter, y compris des lustres en cristal, de la porcelaine, des meubles en acajou, de l'argenterie, une cave à vin et des tissus luxueux. Les 44 esclaves domestiques vivent dans une propriété séparée adjacente à leurs écuries qui se trouvent en face de la maison principale. Au-dessus des écuries se trouve un appartement et à côté se trouve l'autre maison de ville que possède le couple. Les deux sont loués à des locataires,. Au cours de ses campagnes contre les marrons, Creutz contracte la malaria et souffre à partir de 1753 de périodes répétées de maladie. Il meurt en novembre 1762 et Samson hérite alors de la moitié de leurs biens communs, pour l'utiliser de son vivant, qui sera transmise à ses frères à sa mort. Ne voulant pas avoir simplement un bail à vie, elle prépare une offre d'achat pour les frères Creutz, qu'ils acceptent. Au cours des deux années suivantes, Samson paye aux frères 155 000 ƒ, devenant ainsi l'unique propriétaire des propriétés.
En 1764, Samson écrit au Conseil de politique et au gouverneur pour demander la permission de se marier. Son fiancé est Christopher Polycarpus Braband, un homme blanc qui est l'organiste de l'Église réformée néerlandaise locale et locataire de l'une de ses propriétés. Sa demande est refusée conformément à la loi de 1685 du Suriname qui interdit aux Noirs et aux Blancs de se marier. Sans se laisser décourager, elle demande à ses représentants légaux aux Pays-Bas de demander l’autorisation directement au conseil d’administration de la Société du Suriname, ce qui incite les autorités locales à écrire à la Société pour lui demander de rejeter la demande. Leur appel affirme que le seul argument en faveur de l'union est que sa richesse pourrait passer des mains des Noirs à celles des Blancs après sa mort. Incapables de parvenir à une décision, les dirigeants de la Société transmettent la demande au Parlement. Il faut trois ans aux États généraux pour examiner l'affaire, mais ils conclut que la loi coloniale diffère de la loi néerlandaise, qui n'exclue pas le mariage interracial et que la loi néerlandaise prévaut sur les lois locales. Bien que Samson soit désormais autorisée à épouser un homme blanc, son fiancé est décédé en janvier 1766, au cours de la longue procédure judiciaire,.
Samson ne reste pas inactive en attendant la décision concernant son mariage. Sa sœur aînée, Catharina Opperman, est décédée en 1764 en laissant les plantations Vlaardingen et Catharinasburg à ses sœurs Elisabeth et Nanette Samson,. Les sœurs achète ensuite conjointement la plantation Belwaarde, le domaine voisin de Clevia et anciennement détenu par le gouverneur Mauricius et commencent à exploiter une entreprise d'exportation de café. Samson commande à un chantier naval d'Amsterdam la construction d'une frégate, la Miss Nanette and Miss Elisabeth, pour leurs marchandises commerciales. Le navire est achevé et arrive au Suriname en 1767, où des sacs marqués des initiales des sœurs et de la plantation où le café est cultivé sont chargés et expédiés vers des ports d'escale à l'étranger. Lorsque l'approbation de son mariage avec un homme blanc est finalement reçue en août de cette année-là, Samson est résolue à vouloir augmenter son statut social en ayant un mariage légitime,. Le 21 décembre 1767, elle échange ses vœux avec un homme beaucoup plus jeune, Hermanus Daniel Zobre (1737–1784), qui a immigré de La Haye dans l'espoir de devenir planteur et est un voisin de sa sœur Nanette. Une fois son mariage terminé, Samson devient la première femme noire à être légalement mariée à un homme blanc au Suriname.
En 1768, Samson rédige un testament léguant 23 000 ƒ aux membres de sa famille et ses biens immobiliers à son mari. Les exportations de café des sœurs Samson de 1768 et 1769 sont vendues avec profit à Amsterdam, lui rapportant un revenu annuel estimé entre 30 000 et 100 000 ƒ à une époque où le gouverneur colonial gagne annuellement 10 600 ƒ, .Le Miss Nanette and Miss Elisabeth fait naufrage au large des côtes de la Caroline du Nord en 1769 et bien que l'équipage ait été secouru, la cargaison est perdue,. En 1770, Samson et sa sœur Nanette héritent chacune d'un quart de la plantation Salzhallen de leur sœur Maria,. À sa mort, Samson possède la totalité des intérêts dans les plantations Clevia, De Goede Vreed, Toevlugt et Welgemoed ainsi que dans le ranch La Solitude. Elle possède également une moitié d'intérêt avec sa sœur Nanette dans les plantations de Belwaarde, Catharinasburg, Onverwacht et Vlaardingen, ainsi qu'un domaine rural ; un quart d'intérêt dans la plantation Salzhallen ; et six maisons en son nom propre et une moitié d'intérêt dans six autres résidences.

## Mort et héritage

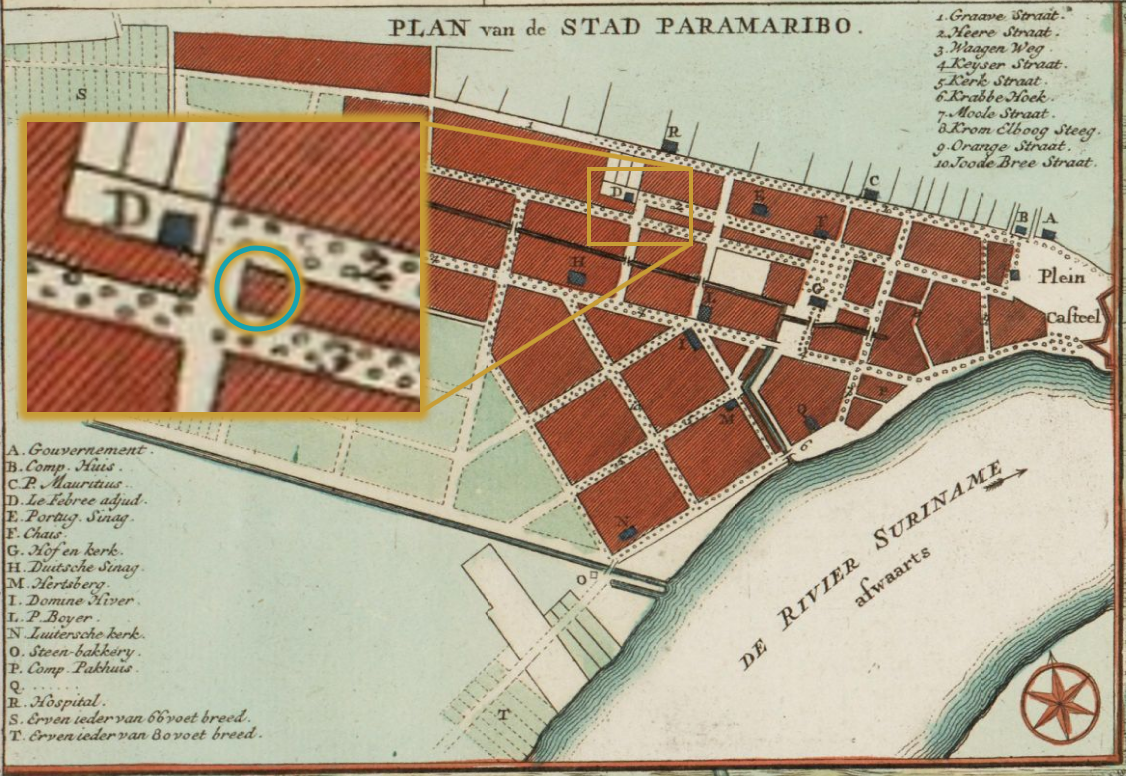
Carte de localisation de la maison de Samson au 22 Wagenwegstraat, Paramaribo

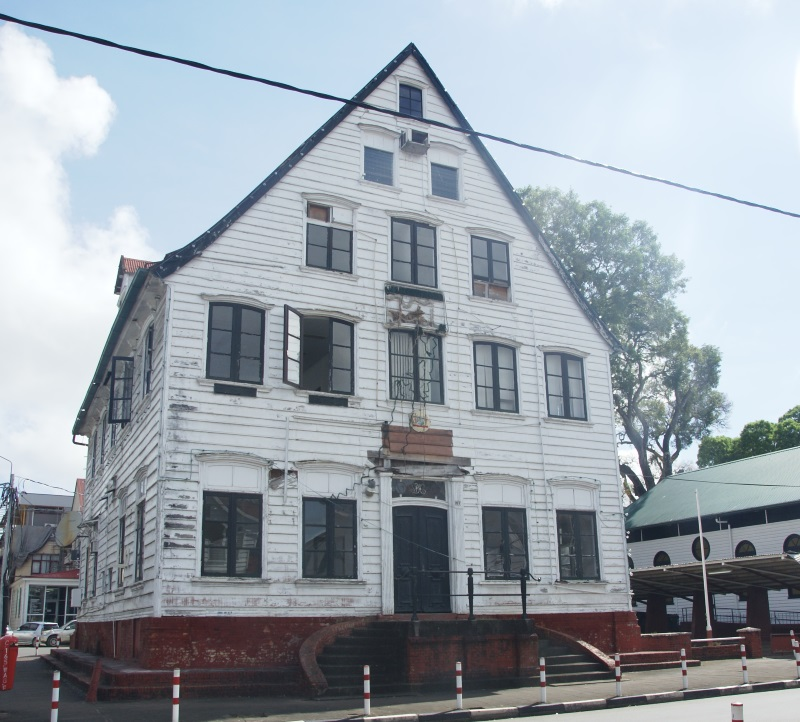
Maison de Samson, 22 Wagenwegstraat, Paramaribo, 2016

Samson décède le 21 avril 1771 et est enterrée sans pierre tombale au Nieuwe Oranjetuin (nl) à Paramaribo,. Son mari hérite de plus de 1 000 000 ƒ de biens, qu'il hypothèque rapidement. Une mauvaise récolte en 1772 et une faillite bancaire à Amsterdam en 1773 le conduisent alors à prendre une hypothèque sur Belwaarde. Ignorant qu'il a hypothéqué la propriété, Nanette essaye de rembourser l'hypothèque, mais finit par déclarer faillite en 1778. Lorsque Zobre mourut en 1784, n'ayant jamais payé les hypothèques et sa famille refusant l'héritage à cause de la dette, Jan et Theo Marselis, qui possèdent une entreprise commerciale à Amsterdam, reprennent tous les anciens domaines de Samson.
Comme elle n'a pas d'enfants et que son mari a dilapidé son héritage, Samson est occultée dans les archives historiques, souvent considérée comme faisant partie du folklore local jusqu'à ce que l'écrivaine et historienne Cynthia McLeod décide de faire des recherches sur sa vie, en 1988. Élargissant ses recherches au-delà du Suriname, McLeod consulte les archives néerlandaises d'Amsterdam, de Rotterdam et de La Haye, ainsi que des documents en Allemagne, reconstituant et sauvegardant l'histoire de la vie de Samson. Son histoire donne un aperçu non seulement de la manière dont les femmes noires et métisses ont pu avoir un impact sur l'économie de la région des Caraïbes et remettre en question les constructions sociales au xviiie siècle, mais fournit également des détails sur la société plus large du Suriname à cette époque. La maison Elisabeth Samson située au 22 Wagenwegstraat à Paramaribo est déclarée partie du centre-ville historique et est ajoutée aux sites du patrimoine mondial d'Amérique du Sud par l'UNESCO en 2002,. McLeod fait pression pendant des années pour conserver la propriété et créé en 2019 une fondation, dans l'espoir de lever des fonds suffisants pour une restauration fidèle de la maison telle qu'elle apparaissait du vivant de Samson.
McLeod écrit à plusieurs reprises sur Samson dans des études historiques telles que Bronnen van Afro-Surinaamse Samenlevingen (1993) et Elisabeth Samson : Een vrije zwarte vrouw in het achttiende-eeuwse Suriname (1994), et un roman, De vrije negerin Elisabeth (La négresse libre Elisabeth, 2000). En 2014, Elisabeth Samson versus de Nederlandse Staat, une pièce de théâtre de la troupe de théâtre Urban Myth, est créée au Stadsschouwburg d'Amsterdam. La performance explore la vie de Samson et se demande si son ambition d'utiliser sa richesse et son pouvoir pour obtenir un traitement juridique égal est uniquement pour son propre bénéfice. Écrite par la romancière Karin Amatmoekrim (en), la pièce examine la longue quête de Samson pour épouser un homme blanc et trouver sa place dans la société blanche, remettant en question la raison pour laquelle elle n'a pas œuvré pour libérer d'autres Noirs de l'esclavage.